# مقاومت بلژیک

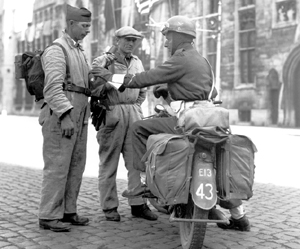
اعضای مقاومت بلژیک در بروخه، سپتامبر ۱۹۴۴

مقاومت بلژیک (فرانسوی: Résistance belge‎، هلندی: Belgisch verzet) عبارتی است که برای اشاره جنبش‌های مقاومت مخالف اشغال بلژیک توسط آلمان نازی طی جنگ جهانی دوم استفاده می‌شود. این مقاومت توسط سازمان‌های مختلفی انجام می‌شد. گروه‌های مختلف سیاسی در مناطق جغرافیایی متفاوت دست به مقاومت در برابر نیروهای اشغالگر زدند. در این مقاومت هم مردان و هم زنان بلژیک شرکت داشتند. مقاومت بلژیک شامل خرابکاری در زیرساخت‌های نظامی آلمان‌ها، ترور نیروهای نظامی آلمانی، و همچنین انتشار روزنامه‌های زیرزمینی می‌شد.
تخمین زده می‌شود که طی جنگ جهانی دوم پنج درصد از کل مردم بلژیک در فعالیت‌های مرتبط با مقاومت علیه نیروهای نازی شرکت داشته‌اند. همچنین تخمین‌ها دربارهٔ تعداد کشته‌های فعال در این مقاومت به ۱۹ هزار نفر معادل ۲۵ درصد اعضای آن می‌رسد.

## زمینه

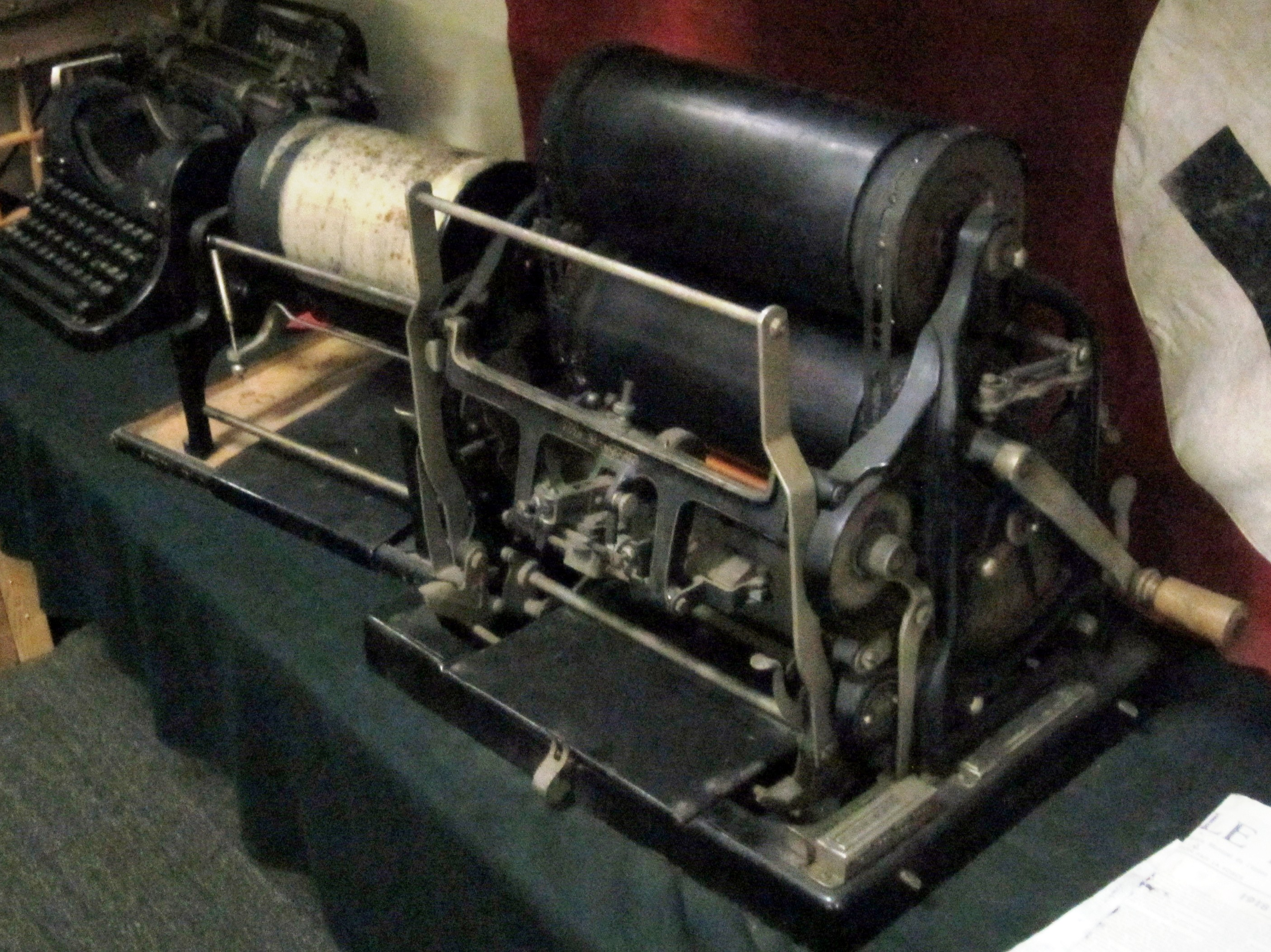
نمونه‌ای از دستگاه‌های چاپ که توسط مقاومت بلژیک برای چاپ روزنامه‌ها و نشریات زیرزمینی استفاده می‌شد

نیروی نظامی آلمان در ۱۰ مه ۱۹۴۰ به بلژیک که در جنگ بی‌طرفی خود را اعلام کرده بود، حمله کردند. پس از ۱۸ روز نبرد بلژیک، در ۲۸ مه ارتش این کشور تسلیم شد و بلژیک به اشغال آلمان درآمد. در طول درگیری‌ها، بین ۶۰۰۰۰۰ تا ۶۵۰۰۰۰ هزار نفر از مردان بلژیکی (نزدیک به ۲۰ درصد از جمعیت مرد کشور) در قالب ارتش این کشور در جنگ شرکت کردند. بسیاری از این سربازان اسیر شدند. لئوپولد سوم، پادشاه بلژیک و فرمانده کل نیروهای مسلح این کشور نیز در ۲۸ مه تسلیم آلمانی‌ها شد و به زندان افتاد. در ۱۸ ژوئن همان سال، هیئت دولت بلژیک به بوردو فرانسه گریخت، جایی که دولت در تبعید فرانسه نیز چند روز قبل به آنجا فرار کرده بود. در همان روز، دولت در تلگرافی به پادشاه زندانی بلژیک استعفای خود را اعلام کرد. این دولت در تبعید بعداً و با اشغال کامل فرانسه به لندن نقل مکان کرد.
در ۲۱ ژوئن مارسل هنری جاسپار، وزیر بهداشت بلژیک، بدون اجازهٔ دولت به لندن رفت. او در ۲۳ ژوئن در رادیو بی‌بی‌سی سخنرانی کرد و اظهار داشت که به مبارزه علیه آلمانی‌ها ادامه خواهد داد. این عمل یکی از اولین نشانه‌های مقاومت علیه نیروهای آلمانی بود.

## رشد مقاومت
اولین اعضای مقاومت بلژیک، سربازان سابق و به ویژه افسرانی بودند که از اسارت اردوگاه‌های جنگی آلمان آزاد می‌شدند. با این وجود مقاومت در چند ماه اول اشغال کند و ضعیف بود. شکست آلمان در نبرد بریتانیا، تشدید سیاست‌های آلمان در بلژیک اشغالی، به ویژه آزار و اذیت یهودیان بلژیکی و استفاده از شهروندان بلژیک در برنامه‌های کار اجباری، به شکلی فزاینده شهروندان بلژیک را به سوی مقاومت سوق داد. با حملهٔ آلمان به اتحاد جماهیر شوروی در ژوئن سال ۱۹۴۱، کمونیست‌ها نیز که قبلاً در جنگ بی‌طرف بودند به صورت گسترده به مقاومت پیوستند و گروه‌های جداگانهٔ خود را تشکیل دادند. در طول جنگ جهانی اول، بلژیک که به مدت چهار سال توسط آلمان اشغال شده بود، شبکه‌ای از مقاومت مؤثر ایجاد کرده بود. این مقاومت در جنگ جهانی اول الهام بخش تشکیل گروه‌های مشابه در ۱۹۴۰ بود.